# Sentier de Tire-Poil

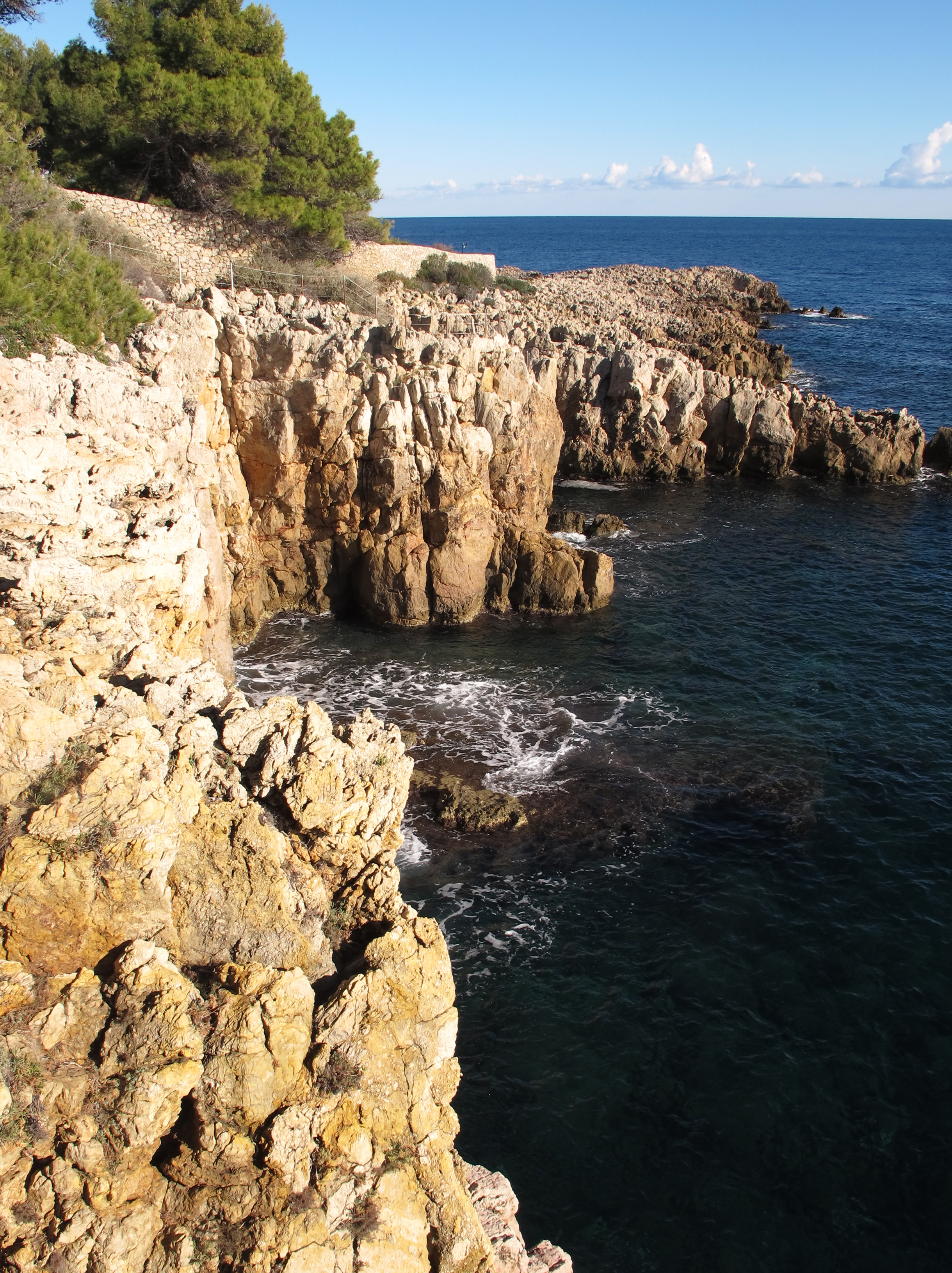
Sentier de Tire-Poil

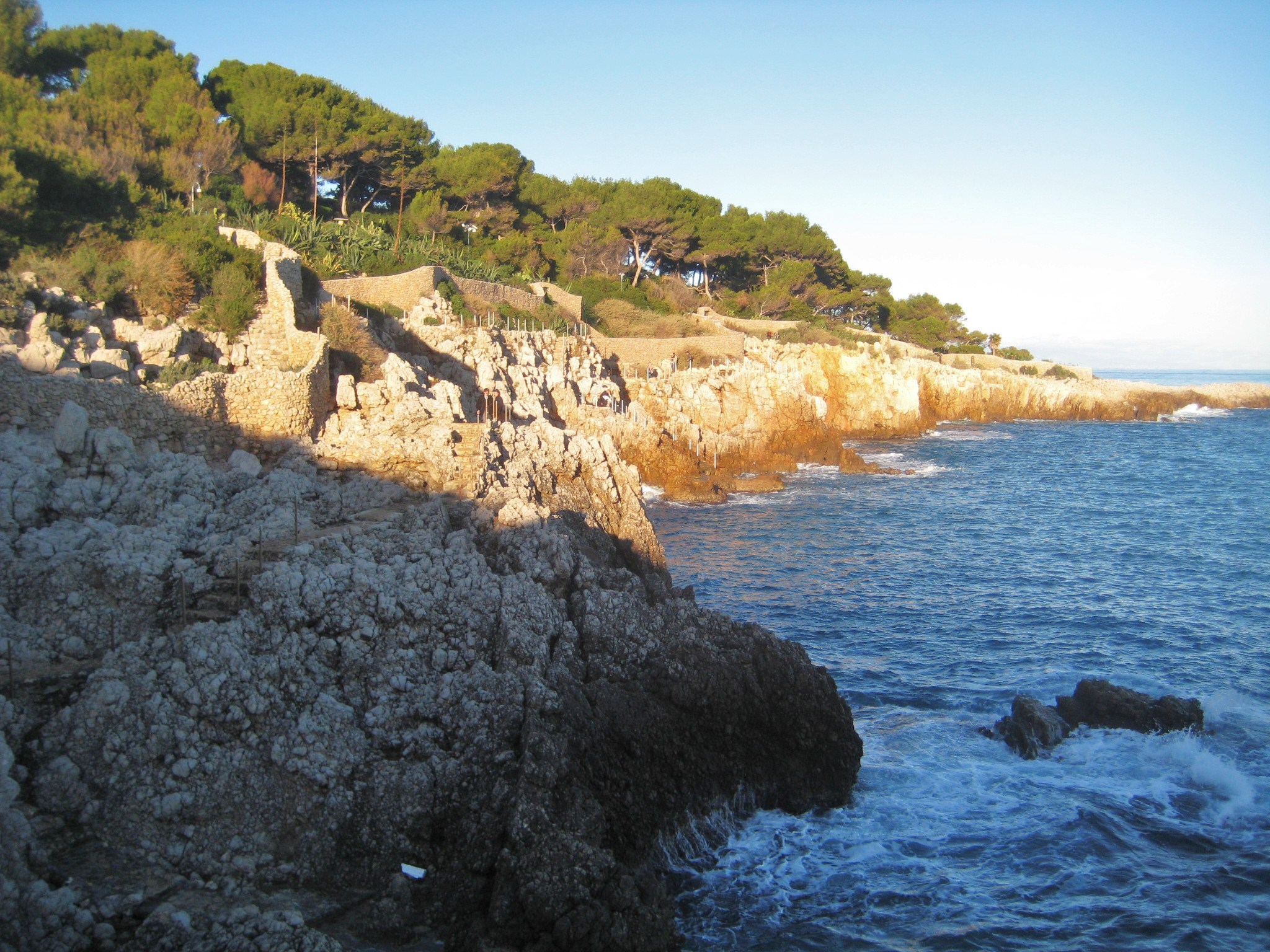
Le sentier de Tire-Poil, entre propriétés privées et mer Méditerranée

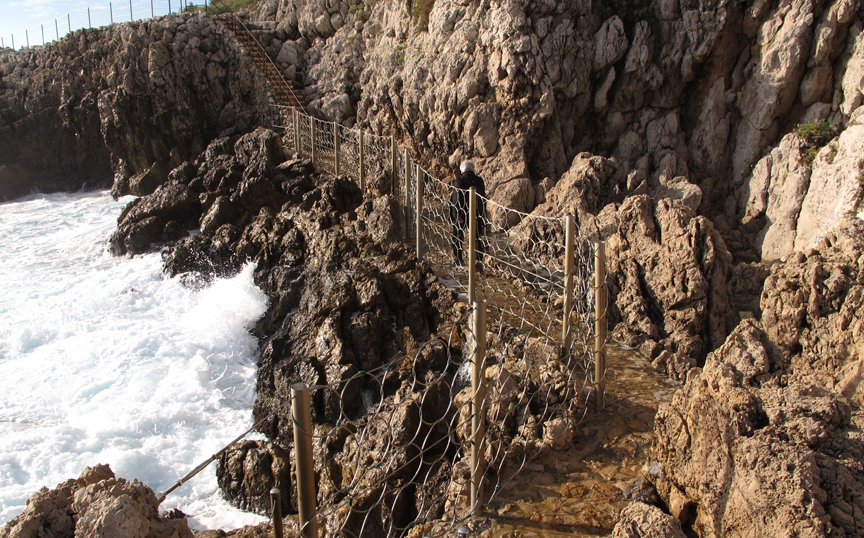
Aménagements de sécurité sur le sentier.

Le sentier ou chemin de Tire-Poil est un itinéraire de randonnée pédestre qui longe le littoral du cap d'Antibes, dans les Alpes-Maritimes. Il relie la plage de la Garoupe à l'anse de l'Argent Faux, sur 3,2 kilomètres.

## Historique
Ce chemin qui longe le littoral était un chemin des douaniers. Il est le résultat de la servitude d'accès au littoral entériné par la loi littoral de 1986 ; à l'origine les vastes propriétés du cap d'Antibes avaient un accès direct à la mer.
Le point le plus au sud du sentier était autrefois la route qui passe entre le château de la Croé et la villa Eilenroc. Depuis le début des années 2010, le sentier a été prolongé jusqu'à l'anse de l'Argent Faux, rejoignant ainsi l'avenue Beaumont, et permettant l'accès au cap géographique, où se trouve la villa Eilenroc.
Pour des raisons de sécurité et du fait de la fréquentation croissante du sentier, des aménagements sont régulièrement réalisés depuis les années 1990, facilitant le passage des piétons.